# Munfordville
Munfordville és una població dels Estats Units a l'estat de Kentucky. Segons el cens del 2000 tenia 1.563 habitants.

## Demografia
Segons el cens del 2000, Munfordville tenia 1.563 habitants, 698 habitatges, i 418 famílies. La densitat de població era de 238,5 habitants/km².
Dels 698 habitatges en un 23,4% hi vivien nens de menys de 18 anys, en un 41,4% hi vivien parelles casades, en un 14,9% dones solteres, i en un 40% no eren unitats familiars. En el 36,5% dels habitatges hi vivien persones soles el 19,3% de les quals corresponia a persones de 65 anys o més que vivien soles. El nombre mitjà de persones vivint en cada habitatge era de 2,18 i el nombre mitjà de persones que vivien en cada família era de 2,82.
Per edats la població es repartia de la següent manera: un 20,7% tenia menys de 18 anys, un 8,8% entre 18 i 24, un 23,7% entre 25 i 44, un 24,3% de 45 a 60 i un 22,6% 65 anys o més.
L'edat mediana era de 42 anys. Per cada 100 dones de 18 o més anys hi havia 77,1 homes.
La renda mediana per habitatge era de 18.015 $ i la renda mediana per família de 26.333 $. Els homes tenien una renda mediana de 25.417 $ mentre que les dones 20.417 $. La renda per capita de la població era d'11.447 $. Entorn del 23,7% de les famílies i el 26,2% de la població estaven per davall del llindar de pobresa.

## Poblacions més properes
El següent diagrama mostra les poblacions més properes.